# Will Rogers
Will Rogers, nato William Penn Adair Rogers (Oologah, 4 novembre 1879 – Barrow, 15 agosto 1935), è stato un attore, comico e giornalista statunitense di origini cherokee.

## Biografia
Conosciuto come figlio prediletto dell'Oklahoma, Rogers nacque da una famiglia benestante del Territorio indiano e imparò a cavalcare e usare il lazo così bene che fu annoverato sul Guinness Book of World Records per l'aver lanciato tre lacci simultaneamente — uno al collo di un cavallo, un altro al collo del cowboy che lo cavalcava, e un terzo attorno alle quattro zampe del cavallo stesso.
Nel corso della sua vita, viaggiò tre volte intorno al mondo, si unì per breve tempo alla troupe dello spettacolo Ziegfeld Follies, interpretò 71 film (50 film muti e 21 "sonori"), scrisse più di 4.000 editoriali a diffusione nazionale, diventando una notissima personalità internazionale.
Per tutti gli anni venti e trenta Rogers fu il beneamato del pubblico americano e una delle star più pagate nella Hollywood di quei tempi. Durante un giro del mondo col famoso pilota Wiley Post Rogers morì, quando il loro rappezzato Lockheed Orion si schiantò nei pressi di Barrow, Alaska nel 1935.

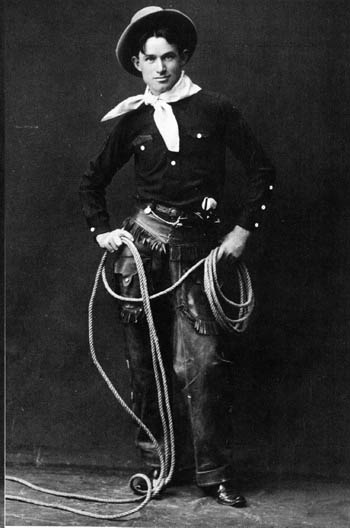
Un giovane Will Rogers in veste di cowboy.

Nel 1952, Michael Curtiz girò The Story of Will Rogers, un film biografico su Rogers che, sullo schermo, era interpretato dal figlio Will junior. Il soggetto del film era tratto da scritti apparsi su riviste di cui era autrice la moglie, Betty Blake Rogers.
La famosa strada Route 66, che collega Chicago a Los Angeles, è chiamata anche "Will Rogers Highway" in suo onore. Una targa con la dedica della strada all'umorista è posta al termine occidentale della Route 66 a Santa Monica.
Il suo acuto senso dell'umorismo lo portò anche a preparare un epitaffio che dopo la sua morte avrebbe dovuto essere iscritto sulla sua tomba: - When I die, my epitaph, or whatever you call those signs on gravestones, is going to read: "I joked about every prominent man of my time, but I never met a man I dident [sic] like." I am so proud of that, I can hardly wait to die so it can be carved. 

## Filmografia

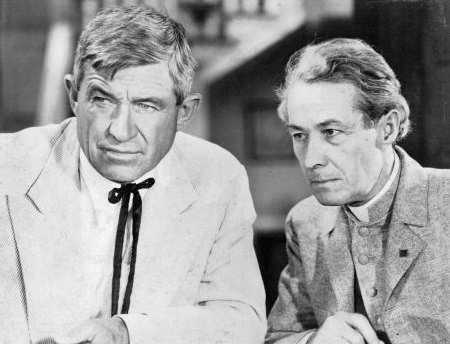
Roger (a sinistra) con Henry B. Walthall in Il giudice (1934)

### Film muto
- Laughing Bill Hyde, regia di Hobart Henley (1918)
- Almost A Husband, regia di Clarence G. Badger (1919)
- Jubilo, regia di Clarence G. Badger (1919)
- Water, Water Everywhere, regia di Clarence G. Badger (1920)
- The Strange Boarder, regia di Clarence G Badger (1920)
- Jes' Call Me Jim, regia di Clarence G. Badger (1920)
- Cupid the Cowpuncher, regia di Clarence G. Badger (1920)
- Honest Hutch, regia di Clarence G. Badger (1920)
- Guile of Women, regia di Clarence G. Badger (1920)
- Doubling for Romeo, regia di Clarence G. Badger (1921)
- Boys Will Be Boys, regia di Clarence G. Badger (1921)
- An Unwilling Hero, regia di Clarence G. Badger (1921)
- Per farla innamorare (Doubling For Romeo), regia di Clarence G. Badger (1921)
- A Poor Relation, regia di Clarence G. Badger (1921)
- One Glorious Day, regia di James Cruze (1922)
- The Ropin' Fool, regia di Clarence G. Badger (1922)
- The Headless Horseman, regia di Edward D. Venturini (1922)
- Fruits of Faith, regia di Clarence G. Badger (1922)
- Hollywood, regia di James Cruze (1923)
- Jus' Passin' Through, regia di Charley Chase (1923)
- Hustling Hank, regia di Scott Pembroke (1923)
- Uncensored Movies, regia di Roy Clements (1923)
- Two Wagons Both Covered, regia di Rob Wagner, J.A. Howe (non accreditato) (1923)
- The Cowboy Sheik, regia di J.A. Howe (1924)
- The Cake Eater, regia di J.A. Howe (1924)
- High Brow Stuff, regia di Rob Wagner (1924)
- Going to Congress, regia di Rob Wagner (1924)
- Don't Park There, regia di Fred Guiol (1924)
- Jubilo, Jr., regia di Robert F. McGowan (parte della serie Our Gang) (1924)
- Our Congressman, regia di Rob Wagner (1924)
- A Truthful Liar, regia di Hampton Del Ruth (1924)
- Gee Whiz Genevieve, regia di J.A. Howe (1924)
- Tiptoes, regia di Herbert Wilcox (1927)
- A Texas Steer, regia di Richard Wallace (1927)
- One Day in 365 (1922) (unreleased)
- Hollywood (1923)
- Jes' assin' Through (1923)
- Big Moments From Little Pictures (1924)

Travelog Series
- In Dublin (1927)
- In Paris (1927)
- Hiking Through Holland (1927)
- Roaming The Emerald Isle (1927)
- Through Switzerland And Bavaria (1927)
- In London (1927)
- Hunting For Germans In Berlin (1927)
- Prowling Around France (1927)
- Winging Round Europe (1927)
- Exploring England (1927)
- Reeling Down The Rhine (1927)
- Over The Bounding Blue (1928)

### Film sonoro
- They Had To See Paris, regia di Frank Borzage (1929)
- Giorni felici (Happy Days), regia di Benjamin Stoloff (1929)
- So This Is London, regia di John G. Blystone (1930)
- Lightnin', regia di Henry King (1930)
- Young as You Feel, regia di Frank Borzage (1931)
- Ambassador Bill, regia di Sam Taylor (1930)
- Un americano alla corte di re Artù (A Connecticut Yankee), regia di David Butler (1931)
- Down To Earth, regia di David Butler (1932)
- Business and Pleasure, regia di David Butler (1932)
- Too Busy to Work, regia di John G. Blystone (1932)
- Montagne russe (State Fair), regia di Henry King (1933)
- Doctor Bull, regia di John Ford (1933)
- Mr. Skitch, regia di James Cruze (1933)
- David Harum, regia di James Cruze (1934)
- Handy Andy, regia di David Butler (1934)
- Il giudice (Judge Priest), regia di John Ford (1934)
- The County Chairman, regia di John G. Blystone (1935)
- La vita comincia a quarant'anni (Life Begins At Forty), regia di George Marshall (1935)
- Doubting Thomas, regia di David Butler (1935)
- Il battello pazzo (Steamboat Round the Bend), regia di John Ford (1935)
- In Old Kentucky, regia di George Marshall (1935)

### Apparizioni di Rogers in film o documentari
- For Auld Lang Syne documentario di Burk Symon (1939)

### Sceneggiatore
- Doubling for Romeo, regia di Clarence G. Badger (1921)

## Spettacoli teatrali
- Ziegfeld Follies of 1917, regia di Ned Wayburn (New Amsterdam Theatre, 12 giugno 1917)
- Ziegfeld Follies of 1922 (Broadway, 5 giugno 1922 -23 giugno 1923)